# Simona Cigániková
Simona Cigániková (* 3. September 1998 in Považská Bystrica) ist eine slowakische Volleyballspielerin.

## Karriere
Cigániková spielte bis 2018 bei Bratislava VK. In der Saison 2017/18 gewann die Mittelblockerin mit dem Verein das Double aus Pokal und Meisterschaft. Am 19. August 2018 gab sie in einem Spiel gegen Polen ihr Debüt in der slowakischen Nationalmannschaft. Danach wechselte sie zum deutschen Bundesligisten VfB 91 Suhl. Mit Suhl erreichte sie in der Saison 2018/19 das Viertelfinale im DVV-Pokal und den neunten Platz in der Bundesliga.